# Установка зберігання енергії на стисненому повітрі

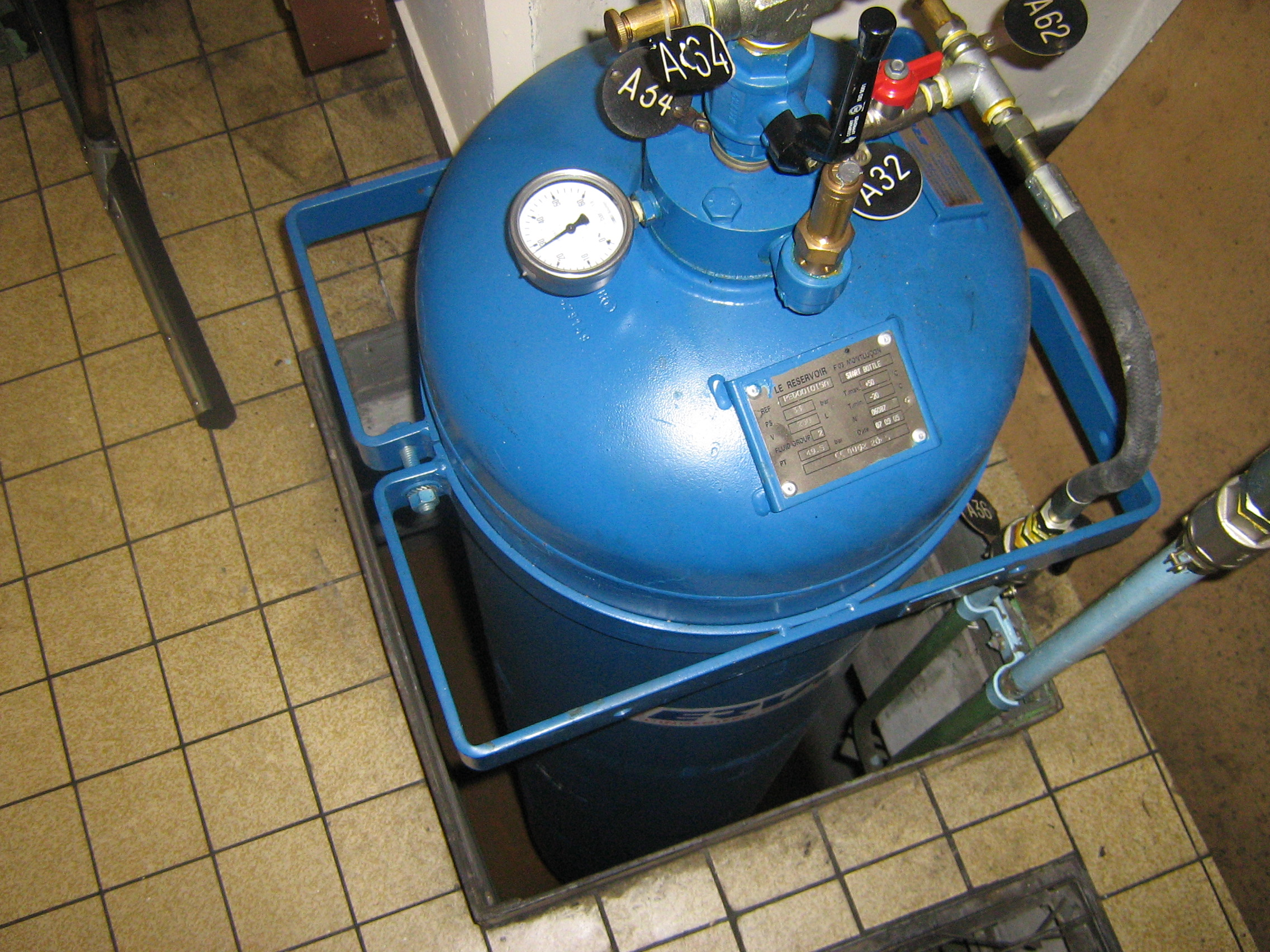
Балон стиснутого повітря для запуску дизельного двигуна у метрополітені м. Париж

Установка зберігання енергії на стисненому повітрі — виріб, призначений для зберігання енергії за рахунок стисненого повітря. Установка зберігання енергії на стисненому повітрі зазвичай використовується у електромережах для відбору надлишків енергії з електромережі у період низького навантаження та живлення споживачів у період пікового навантаження. Завод працює у добовому циклі, закачуючи повітря вночі та випускаючи вдень. Підігрівання стисненого повітря з використанням природного газу або геотермального тепла для збільшення кількості енергії вивчалось Pacific Northwest National Laboratory
Маломасштабні системи сховищ енергії на стисненому повітрі також використовуються для руху транспорту або запуску двигунів внутрішнього згорання. Сховище енергії на стисненому повітрі також можуть бути використані у меншому масштабі для автомобілів та локомотивів з пневмодвигунами з використанням міцних балонів з вуглеволокна. Тим не менше для збереження енергії балон повинен бути ізольований від оточуючого середовища для уникнення втрат енергії з теплом, яке виділяється при стисненні повітря.

## Типи
При стисканні повітря у відповідності до рівняння стану ідеального газу нагрівається, а при розширенні стиснене повітря відповідно охолоджується. Якщо тепло, яке виділяється при стисканні зберігати певним чином і використати для підігріву повітря, яке розширюється, то коефіцієнт корисної дії установки зберігання енергії на стисненому повітрі значно збільшиться. За способом поводження з теплом, яке виділяється/споживається, установки зберігання енергії на стисненому повітрі поділяються на адіабатичні, діабатичні та ізотермічні.

### Адіабатична
Адіабатична установка зберігає тепло, вироблене при стисненні повітря, і використовує його для підігрівання повітря, яке розширюється для вироблення енергії. Сховища цього типу знаходяться на стадії дослідження і не перебувають у комерційній експлуатації. Але у ході проекта ADELE у Німеччині планується побудувати дослідний завод (ємність 360 МВт*год). Теоретичний ККД адіабатичної установки зберігання енергії наближається до 100 % при повній теплоізоляції, однак на практичному циклі очікується близько 70 %. Тепло може зберігатись у твердому тілі (камінь) або рідкому (гаряча мінеральна олія — до 300 °C, розплавлена сіль — до 600 °C).

### Діабатичне
Діабатична установка зберігання енергії розсіює тепло, отримане в результаті стиснення повітря, в атмосферу через проміжні охолоджувачі між ступенями компресорів (наближаючись таким чином до ізотермічного стиснення). При виході повітря з установки температура повітря є індикатором кількості енергії, яка залишається в установці. Якщо температура повітря в установці занадто низька, його підігрівають перед розширенням у турбіні, яка обертає генератор. Це підігрівання здійснюється за рахунок спалювання природного газу. Таким чином, тепло, «викинуте» в атмосферу, компенсується теплом, отриманим при спалюванні природного газу, що робить такий вид установок зберігання енергії неефективним і перекреслює екологічні вигоди від його використання разом з відновлюваними джерелами енергії. Тим не менше, це єдиний тип установок зберігання енергії, який вироблено для комерційної експлуатації. Установка на заводі McIntosh у Алабамі, США споживає 2,5 МДж електроенергії та 1,2 МДж теплової енергії від спалювання природного газу на 1 МДж, який повертається у електромережу. Таким чином ККД складає приблизно 27 %. Завод General Electric є одним з найефективніших і споживає 6,6 МДж тепла від спалювання природного газу на 1 КВт*год (3,6 МДж), яка повертається у електромережу. Тепловий ККД складає 54 %.

### Ізотермічна
Підхід ізотермічного стискання та розширення полягає у підтримці робочої температури постійною за рахунок обміну з оточуючим середовищем. Ізотермічна установка практична лише для малої кількості енергії без ефективних теплообмінників. Теоретичний ККД ізотермічної установки 100 % при ідеальному теплообміні. На практиці ідеальний цикл є недосяжним, оскільки втрат тепла уникнути неможливо.

### Майже-ізотермічна
Майже-ізотермічне стиснення (та розширення) — це процес, у якому повітря стискається у близькості до великої нестискаємої теплоємної маси, такої як акумулятор тепла або розпилена вода. Акумулятор тепла зазвичай складається з паралельних ребер. При проходженні стисненого повітря через акумулятор тепла тепло передається від повітря у акумулятор тепла, і температура повітря підтримується постійною. При розширенні відбувається зворотній процес. Ізотермічна ефективність (Z) це міра того наскільки процес лежить між адіабатичним (0 %) та ізотермічним (100 %) процесами. Типова ізотермічна ефективність майже-ізотермічної установки очікується на рівні 90-95 %.

### Інші
Одна з реалізацій ізотермічної установки використовує циліндри високого, середнього та низького тиску з теплообмінниками повітря-повітря або повітря-морська вода після кожного етапу розширення. Цей підхід використовується у траспортних засобах на стисненому повітрі, наприклад гірничих локомотивах та трамваях. У цьому випадку тепло від стискання повітря зберігається у атмосфері або морській воді і повертається пізніше при розширенні повітря.

## Компресори та двигуни
Стиснення здійснюється турбокомпресором з електричним живленням. Розширення здійснюється у турбінному пневмодвигуні, який обертає електричний генератор для вироблення електроенергії.

## Сховище стисненого повітря
Сховище стисненого повітря — одна з найважливіших характеристик, яка визначає економічну ефективність, щільність енергії та гнучкість. У залежності від термодинамічних умов сховища поділяються на:
1. Сховища з постійним об'ємом (печери, надземні споруди, підземні водоносні горизонти, балони суден, автомобільних додатків, тощо);
2. Сховища з постійним тиском (підводні контейнери тощо).

### Сховище з постійним об'ємом
Сховище цього типу використовує камеру з жорсткими стінами. З точки зору термодинаміки це система з постійним об'ємом і змінним тиском. Це створює деякі проблеми у роботі компресорів та турбін. Коливання тиску не повинні перевищувати певної межі щоб не утворювати перенапруження у стінках сховища.
Сховище часто є підземною печерою, створеною внаслідок видобутку солі розчиненням, або використанням закинутих підземних виробок, або пористих геологічних структур, таких, як резервуари нафти і газу.
У деяких випадках наземні трубопроводи були випробувані як сховища з непоганими результатами. Вартість цих систем вища, хоча вони можуть бути розміщені де потрібно, тоді як підземні сховища потребують особливих геологічних формацій (соляних печер, водоносних горизонтів, вичерпаних газових родовищ).

### Сховище з постійним тиском
У сховищі цього типу ємність знаходиться під постійним тиском, тоді як об'єм повітря, яке зберігається у ній, змінюється. Створено багато різновидів даних сховищ, але вони використовують єдиний принцип, який полягає у розміщенні ємності на глибині сотень метрів під водою, де гідростатичний тиск водяного стовпа підтримує тиск на ємність на бажаному рівні.
Сховище цього типу дозволяє:
- Збільшити щільність енергії за рахунок того, що використовується усе повітря, яке зберігається у ємності (тиск не залежить від заповненості ємності, тоді як у системах з постійним об'ємом турбіни вимикаються при досягненні нижнього рівня тиску з міркувань безпеки).
- Збільшити ефективність турбінних установок, які працюють під постійним вхідним тиском.
- Використовувати у різних географічних умовах (берегова лінія, плавучі платформи тощо)[15]

З іншого боку вартість таких систем вища через необхідність розміщення ємності сховища під водою (часто моря або океану) та вартості самої ємності.

## Термодинаміка установок
Для отримання зворотності процесів, коли з установки отримується стільки ж енергії, скільки було вкладено, а втратами можна знехтувати, процеси повинні бути майже зворотними ізотермічними або ізоентропійними.

### Ізотермічна установка
У процесі ізотермічного стиснення повітря у системі температура повітря залишається незмінною на всьому шляху. Це потребує відведення тепла від повітря, бо у іншому випадку зросте його температура за рахунок енергії, доданої компресором. Відведення тепла може бути досягнуто за рахунок теплообмінників (інтеркулерів) між послідовними стадіями стиснення. Для уникнення втрат енергії інтеркулери повинні бути оптимізовані для швидкого теплообміну та низького падіння тиску при проходженні. Природно, що це тільки наближення до ізотермічного процесу, оскільки стадії стискання та охолодження дискретні. У деяких маленьких компресорах може бути досягнуто майже ізотермічне стиснення без проміжного охолодження за рахунок відносно високого співвідношення поверхні до об'єму і, як результат, покращення розсіювання тепла через сам компресор.
Для того, щоб процес був ізотермічним, він повинен бути зворотнім. Для цього потрібно, щоб передача тепла між середовищем і повітрям відбувалась за нескінченно малої різниці температур. У цьому випадку не відбувається втрат енергії у процесі теплообміну, і уся енергія, витрачена на стиснення, буде повернута при розширенні, тобто ефективність установки є 100 %. Однак на практиці завжди існує різниця температур у процесі теплообміну, тому у практичної установки ефективність завжди менше 100 %.
Щоб оцінити роботу стиснення / розширення в ізотермічному процесі, можна припустити, що стиснене повітря підпорядковується рівнянню ідеального газу,
{\displaystyle pV=nRT=\operatorname {constant} }.
Для процесу з початковим станом «А» та кінцевим «Б» з постійною абсолютною температурою {\displaystyle T=T_{A}=T_{B}}, робота, яка потрібна для стиснення (негативна) або виконується при розширенні (позитивна), складає:{\displaystyle {\begin{aligned}W_{A\to B}&=\int _{V_{A}}^{V_{B}}pdV=\int _{V_{A}}^{V_{B}}{\frac {nRT}{V}}dV=nRT\int _{V_{A}}^{V_{B}}{\frac {1}{V}}dV\\&=nRT(\ln {V_{B}}-\ln {V_{A}})=nRT\ln {\frac {V_{B}}{V_{A}}}=nRT\ln {\frac {p_{A}}{p_{B}}}=p_{A}V_{A}\ln {\frac {p_{A}}{p_{B}}}\\\end{aligned}}},
де {\displaystyle pV=p_{A}V_{A}=p_{B}V_{B}},
отже, {\displaystyle {\frac {V_{B}}{V_{A}}}={\frac {p_{A}}{p_{B}}}}.
Тут, {\displaystyle p} — абсолютний тиск,
{\displaystyle V} — об'єм ємності, {\displaystyle n} — кількість повітря (моль) та {\displaystyle R} — універсальна газова стала.
Приклад
Кількість енергії, яка може зберігатися у сховищі ємністю 1 м3 при тиску 70 атм. (7,0 МПа), якщо навколишній тиск становить 1 атм. (0,1 МПа):
{\displaystyle W=p_{B}v_{B}\ln {\frac {p_{A}}{p_{B}}}} = 7,0 МПа × 1 м3 × ln(0,1 МПа/7,0 МПа) = -29.7 МДж (еквівалентно 8,25 КВт*год).
Знак «мінус» означає, що робота виконується повітрям.

### Адіабатична (ізоентропійна) установка
Адіабатичний процес — це процес, у якому не відбувається теплообміну між робочим тілом (повітрям у сховищі) і навколишнім середовищем, тобто система теплоізольована. Якщо процес до того ж зворотний (в ідеалі гладкий, повільний і без тертя), то він ще є ізоентропійним. У адіабатичній установці відсутнє проміжне охолодження, а повітрю просто дозволяють нагріватись при стисненні і охолодитись при розширенні. Цей підхід є цікавим, тому що зникають втрати енергії на теплообмін, але з іншого боку сховище повітря повинне бути теплоізольоване. Також слід зазначити, що реальні компресори та турбіни не є ізоентропійними, їх ізоентропійна ефективність близько 85 %, наслідком чого є те, що ККД адіабатичної установки значно нижчий ідеального.

### Термодинаміка великих сховищ
Як сховища енергії на стисненому повітрі часто використовують підземні пустоти. Це найзручніша конструкція, оскільки завдяки великому об'єму дозволяє зберігати велику кількість енергії при незначній зміні тиску. Внутрішній простір підземних пустот може бути легко ізольований, що дозволяє адіабатичне стиснення з малою зміною температури (наближення до зворотного ізотермічного процесу) і малими втратами тепла (наближення до ізоентропійного процесу). Ці переваги є додатковими до низької вартості спорудження системи зберігання повітря з використання підземних пустот.
Також були розроблені підводні ізольовані повітряні мішки з термодинамічними властивостями, подібними до сховищ на великих підземних пустотах.

## Практичні обмеження
Для використання установок зберігання енергії на стисненому повітрі на транспорті вони повинні бути компактними та легкими. Ці властивості описуються у термінах щільності енергії та накопиченої енергії.

### Накопичена енергія, щільність енергії та ефективність
Як сказано вище у розділі #Термодинаміка установок повітря при стисканні нагрівається, а при розширенні — охолоджується. Інженери на практиці потребують використання теплообмінників для уникнення екстремально високих або низьких температур, навіть якщо вони не досягають ідеальних температурних умов або ідеальної теплоізоляції.
Тим не менше корисно визначити максимальну енергію, яка може бути збережена, з використанням ізотермічного процесу, яка складає приблизно 100 КДж/м3 [ ln(PA/PB)].
Таким чином, якщо 1.0 м3 навколишнього повітря дуже повільно стискається до балону 5 Л при 20 МПа, його потенціальна енергія складе 530 КДж. Високоефективний пневмодвигун може перетворити її у кінетичну, якщо він працює дуже повільно і керує розширенням з початкових 20 МПа до 100 КПа (балон практично «пустий» — тиск дорівнює атмосферному). Досягнення високої ефективності є технічним завданням через втрати тепла до навколишнього середовища і на нагрівання газу, який вже був у балоні. Якщо балон спустошується до 1 МПа, енергія, яку можливо отримати, складає близько 300 КДж на валу двигуна.
Стандартний сталевий балон на 20 МПа, 5 Л важить 7.5 кг, покращений — 5 кг. Високоміцний вуглецевий або кевларовий може важити менше 2 кг при розмірі, що відповідає правилам безпеки. 1 м3 повітря при температурі 20 °C важить 1,204 кг. Таким чином теоретична щільність енергії складає від 70 КДж/кг на валу для стандартного сталевого балона, до 180 КДж/кг для балона з високоміцного волокна. Практично досяжна щільність енергії для тих же ємностей складе від 40 до 100 КДж/кг.

### Порівняння з акумуляторами
Досконалі посилені високоміцним волокном балони за щільністю енергії співставні з свинцево-кислотними акумуляторними батареями. Батареї підтримують майже однакову напругу протягом усього процесу заряджання, тоді як тиск у балоні значно змінюється, залежно від наповнення балону. Технічною задачею є підтримання високої ефективності та прийнятної потужності на всьому розмаху значень тиску. Стиснене повітря дозволяє передавати енергію з високою швидкістю потоку, що відповідає потребам прискорення та гальмування транспортних засобів, зокрема гібридних автомобілів.
Системи на стисненому повітрі мають переваги перед звичайними батареями, такі як довший строк служби та менша токсичність матеріалів. Однак сучасні конструкції батарей, такі як літій-залізо-фосфатні не мають таких проблем. Витрати на стиснене повітря, зазвичай менші, але розробка та випробування безпеки ємностей дорожчі за наявне масове виробництво батарей.
Як технологія зберігання електроенергії установки зберігання енергії на стисненому повітрі є настільки ж «чистим», як і джерело струму для його заряджання. З точки зору викидів необхідно оцінювати конкретний комплекс з установки, генеруючих потужностей та електромережі.

## Застосування на транспорті

### Безпека
Як і більшість технологій, стиснене повітря містить певні небезпеки, в основному катастрофічне руйнування ємності. Правила безпеки роблять такі випадки рідкими за рахунок більшої ваги і додаткових функцій безпеки, таких як аварійні клапани. Правила можуть обмежувати дозволений робочий тиск до 40 % від тиску розриву для сталевих балонів і до 20 % для балонів з висономіцного волокна. У комерційних конструкціях керються стандартом ISO 11439. Балони високого тиску є дійсно міцними і, в основному, не руйнуються при аваріях транспортних засобів.

## Історія

### Сховища
- 1978 — Першим проектом установки промислового масштабу був завод Huntorf у Німеччині, потужністю 290 МВт на соляній пустоті.
- 1991 — Завод потужністю 110 МВт, розрахований на 26 годин побудовано у McIntosh, Алабама. Вартість склала $65 мільйонів ($550 за КВт*год ємності). Використовується пустота після вироблення солі об'ємом 540000 м3 для зберігання повітря під тиском 7,58 МПа. Хоча ефективність фази стискання близько 82 %, фаза розширення потребує спалювання природного газу в обсязі третини (у перерахунку на енергію) для отримання такої ж кількості електричної енергії.[19][20][21]
- У 1991 році була здана в експлуатацію енергетична установка, яка акумулює енергію у вигляді стислого повітря в Сібрук, Нью-Гемпшир. На 2013 рік у компанії SustainX існувала демонстраційна енергетична установка S165, яка могла акумулювати 1,65 мегават-годин електроенергії[22].
- У 2008 році британська компанія Energetix розробила і виготовила перший комерційний зразок системи на основі стисненого повітря для безперебійного електроживлення. Зразок був встановлений на підстанції в мережі енергопостачання південноафриканської компанії Еском Holdings, що входить в десятку найбільших світових виробників електроенергії. Система використовує балони зі стисненим повітрям під тиском 300 атм і здатна забезпечувати подачу енергії протягом 10 годин. Генерація електрики відбувається при протіканні повітря через камеру відцентрового вентилятора[23].
- Листопад 2009 — Департамент енергетики США присудив $ 24,9 млн цільового фінансування для першого етапу установки Pacific Gas and Electric потужністю 300 МВт і вартістю $ 356 млн. Сховище використовує пористий сольовий пласт, що розробляється поруч Бейкерсфілд в Kern County, штат Каліфорнія. Цілі проекту — щоб реалізувати і перевірити сучасні розробки.[24]
- Грудень, 2010 — Департамент енергетики США надав $29.4 млн цільового фінансування для проведення попередніх робіт по проекту установки 150 МВт розробки Iberdrola у соляній печері Watkins Glen, Нью-Йорк. Мета — вбудовування технологій розумних мереж для балансування переривчастих відновлювальних джерел енергії.[24][25]
- Грудень, 2012 — General Compression завершує спорудження 2 МВт-ного майже-ізотермічної установки енергії на стисненому повітрі у Gaines, TX; третього проекту установки зберігання енергії на стисненому повітрі у світі. Цей проект не використовує палива і може зберігати до 500 МВт*год енергії.[26]
- 2013 — Перший проект адіабатичної установки потужністю 200 МВт загальною ємністю 1000 МВт[27] заплановано до спорудження у Німеччині. На основі результатів ADELE розпочато проект ADELE-ING, метою якого є оцінка варіантів системи, розробка окремих інженерних аспектів .[28]
- 2016 (проектується) — Apex планувала запуск установки у Anderson County, Техас та його підключення до мережі у 2016.[29] Проект відкладено, і установка не буде запущена до липня 2017[30]
- 2017 (проектується) — Storelectric Ltd планує побудувати 40 МВт підприємство з виробництва 100 % відновлювальної енергії у Чеширі, Велика Британія, з установкою ємністю 800 МВт*год.[31]

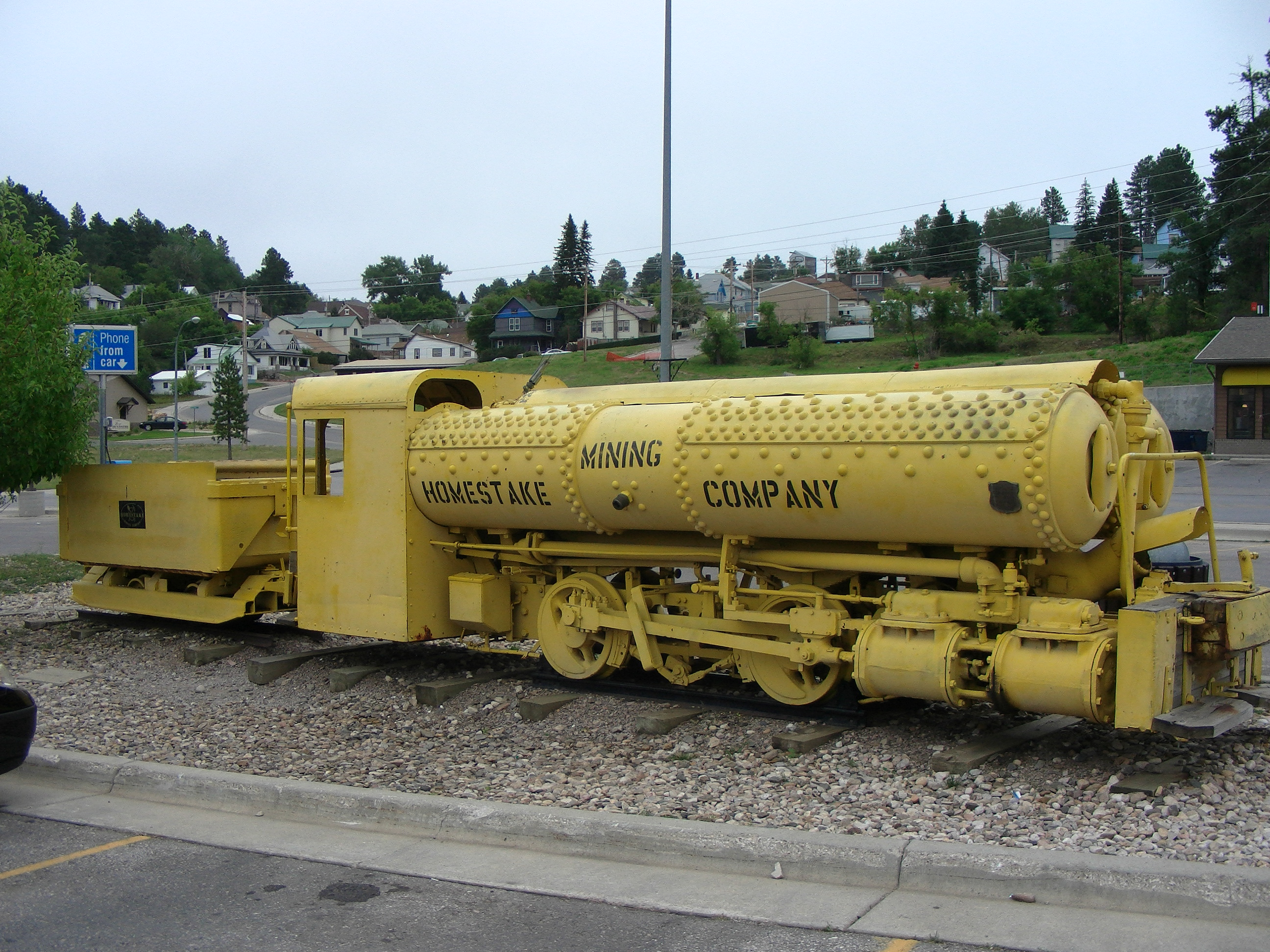
Локомотив, який працює на стисненому повітрі

Пневматичні двигуни використовувались з 19 ст. для живлення гірничих локомотивів, насосів, відбійних молотків та трамваїв з централізованою мережею розповсюдження рівня міста. Гоночні автомобілі використовують стиснене повітря для запуску двигунів. Великі дизельні двигуні також використовують пневматичні двигуни для запуску.

### Передача
Системи передачі енергії за рахунок стисненого повітря масштабу міст будувались з 1870. У містах, таких як Париж, Бірнінгем; Дрезден, Ріксдорф, Оффенбах та Буенос-Айрес, були встановлені такі системи. Віктор Попп змонтував перші системи для живлення годинників за рахунок поштовхів стисненого повітря щохвилини. Вони швидко виросли до постачання енергії домогосподарствам та промисловості. З 1896, система Паржу мала потужність 2.2 МВт, при тиску 550 КПа, 50 км повітряних труб для двигунів у легкій та важкій промисловості. Ці системи були основним постачальником енергії домогосподарствам, а також живлення машин стоматологів, шевців, друкарень та пекарень.

### Двигуни
Пневматичні двигуни використовують розширення стисненого повітря для осьового або обертального руху.
Для збільшення ефективності можуть використовуватись:
- Безперервне розширення у турбіні з високою ефективністю
- Багато ступенів розширення
- Використання бросового тепла, особливо у гібридних теплових двигунах
- Використання тепла навколишнього середовища

Високоефективний механізм використовую послідовності циліндрів високого, середнього та низького тиску, причому після кожної стадії використовуються труби Вентурі, які прокачують навколишнє повітря через теплообмінники. Це підігріває повітря, яке виходить з попереднього етапу і подається на наступний. З кожного етапу виходить холодне повітря, настільки холодне, що придатне для кондиціювання повітря у автомобілі.
Додаткове тепло може бути надане за рахунок спалювання палива, як у торпедах Вайтгеда у 1904. Це покращує дальність та швидкість у перерахунку на одиницю об'єму ємності балона за рахунок додаткового палива.

#### Автомобілі
З 1990 декілька компаній заявили про розробку автомобілів на стисненому повітрі, але жоден з них не представлений. Зазвичай основні заявлені переваги: відсутність викидів, мала вартість, використання харчової олії для змащування та інтегроване кондиціювання повітря.
Час заправки балонів є важливим для застосувань на транспорті. При «передачі об'єму» попередньо стиснене повітря переміщається зі стаціонарного балону до балонів автомобілю. З іншого боку наповнення за допомогою стаціонарного або возимого компресора може тривати декілька годин.

#### Гібридні автомобілі
Поки установки зберігання енергії на стисненому повітрі пропонують відносно низьку щільність енергії та малий пробіг на одній заправці, але їх висока ефективність є привабливою для гібридних автомобілів, які використовують звичайні двигуни внутрішнього згорання як основне джерело енергії. Сховище на стисненому повітрі використовується для регенеративного гальмування та для оптимізації циклу поршневого двигуна, який не однаково ефективний для різних рівнів потужності/обертів.
Бош та Пежо розробили гібридну систему, яка використовує гідравліку для передачі енергії до та від балона зі стисненим азотом. Заявлено зниження споживання пального до 45 % до 2,9 л/100 км (69 г CO2) у новому європейському їздовому циклі (New European Driving Cycle, NEDC) для компактного кузова типу Пежо 208. Заявлено, що система значно більш доступна, ніж конкуруючі електричні системи та маховики. Її поява на дорогах очікується у 2016.